# High School U.S.A.
High School U.S.A. ist eine US-amerikanische Filmkomödie aus dem Jahr 1983. Der Fernsehfilm wurde am 16. Oktober 1983 zum ersten Mal auf NBC gesendet. Einige der Hauptdarsteller waren in den frühen 1980er Jahren bereits populäre Sitcom-Darsteller. Zu ihnen zählen Todd Bridges und Dana Plato (Noch Fragen Arnold?), Nancy McKeon (The Facts of Life) und Michael J. Fox (Familienbande).

## Handlung
Gegenstand des Films ist die Auseinandersetzung zwischen Beau Middleton und Jay Jay Manners. Beide sind Schüler der Excelsior Union Highschool und könnten unterschiedlicher kaum sein. Middleton, der Sohn reicher Eltern, genießt an der Schule hohes Ansehen. Er weiß um seinen Status, sieht sich selber als „König der Schule“ und lässt Lehrer und Schüler nach seiner Pfeife tanzen. Manners hingegen kommt aus ärmlichen Verhältnissen, seine Eltern hat er seit Jahren nicht gesehen.
Manners schwärmt für Beth Franklin, die aber die Freundin von Middleton ist. Dies ist der Auslöser für kleinere Streitigkeiten, in denen Manners und Middleton immer wieder aneinandergeraten. Um den Konflikt endgültig beizulegen, beschließen die beiden ein Autorennen auszutragen, das vor den Augen der versammelten Schülerschaft stattfinden soll. Versuche Middletons, das Rennen durch Sabotage erst gar nicht zustande kommen zu lassen, scheitern am Zusammenhalt und Erfindungsgeist von Manners und seinen Freunden. Manners geht als Sieger des Rennens hervor, gewinnt die Zuneigung von Beth Franklin und zerstört damit die „Alleinherrschaft“ Middletons an der Excelsior Union High.

## Hintergrund
Michael J. Fox (Jay Jay) und Crispin Glover (Archie) wurden in dem 1985 erschienenen Film Zurück in die Zukunft als Hauptdarsteller ausgewählt. Fox spielt Marty McFly und Glover seinen Vater George.
In Nebenrollen treten in diesem Film viele Fernsehstars der 1950er- und 1960er-Jahre auf, unter anderem Tony Dow, Frank Bank und Ken Osmond aus Erwachsen müßte man sein, Angela Cartwright aus Make Room for Daddy und Verschollen zwischen fremden Welten, Dwayne Hickman aus The Bob Cummings Show und The Many Loves of Dobie Gillis, Bob Denver aus The Many Loves of Dobie Gillis und Gilligans Insel, Dick York aus Verliebt in eine Hexe und David Nelson aus The Adventures of Ozzie and Harriet.

## Kritiken
„Ungefähr so nervig wie die eigene Schulzeit“

„Banaler Unterhaltungsfilm, der bekannte Teenager-Klischees aneinanderreiht und kaum einmal Eigenständigkeit erreicht.“